# Wittenberge
Wittenberge (phát âm tiếng Đức: [ˌvɪtənˈbɛɐ̯ɡə]) là một thị xã với 18.000 dân ở trung bộ Elbe ở huyện Prignitz, Brandenburg, Đức.
Wittenberge nằm ở hữu ngạn (phía đông bắc) của Elbe trung bộ tại hợp lưu của sông này với Stepenitz và Karthane ở huyện Prignitz. Trong cùng một huyện, thị xã này giáp với liên xã Lenzen-Elbtalaue và Bad Wilsnack/Weisen cũng như huyện lỵ Perleberg, liên xã Seehausen (Altmark) ở huyện Stendal, Saxony-Anhalt, nằm về phía đối diện bên kia Elbe.

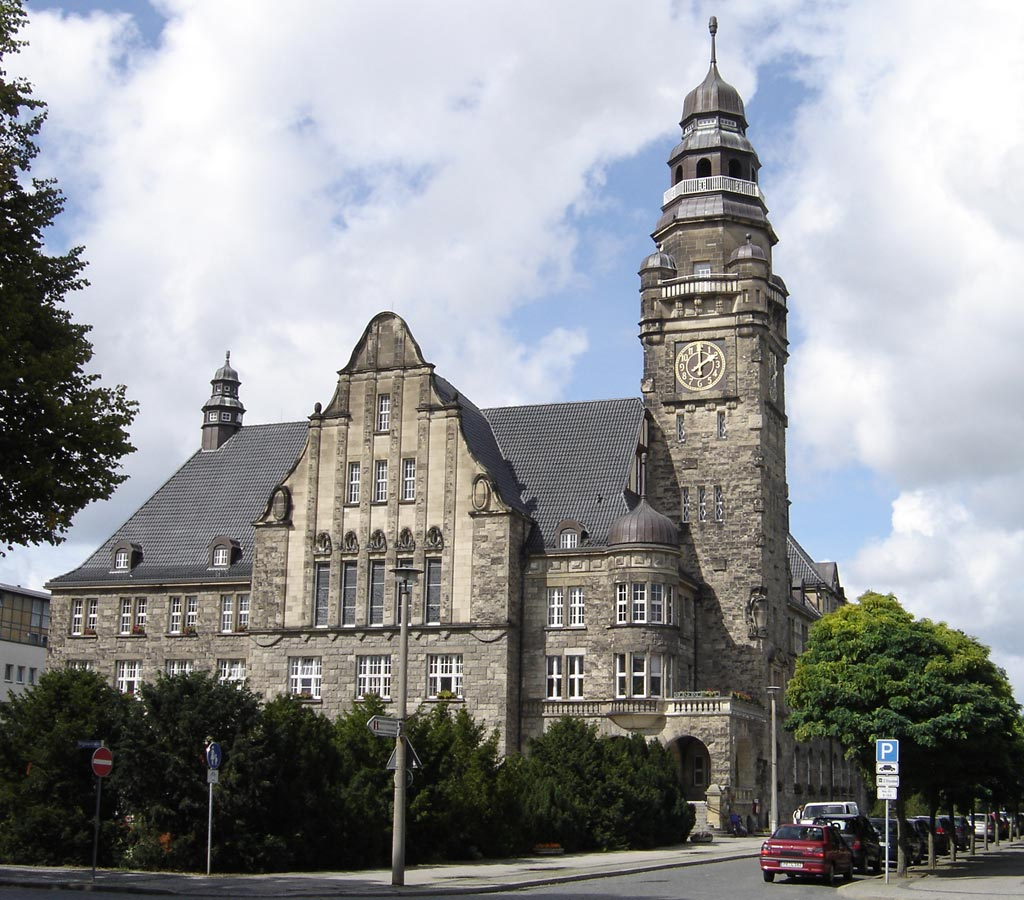
Tòa nhà Rathaus